# Riss (Kurzfilm)
Riss ist ein zehnminütiger Kurzfilm von Biene Pilavci. Er erzählt die Geschichte eines jungen Paares, das nach dem Einkaufen nach Hause geht, und eines Rentners, der sich über Albernheiten des Pärchens ärgert.

## Handlung
Frank und Denise waren einkaufen und tragen ihre Tüten nach Hause. Da Denise schlecht gelaunt ist, versucht Frank sie aufzuheitern, indem er sie beschützend in die Arme nimmt, während ein schnell fahrendes Auto vorbeifährt. Denise lächelt. Plötzlich kommt der Fahrer auf das Pärchen zu und beschwert sich über das Verhalten der Zwei. Frank nimmt den Rentner zuerst nicht ernst, doch der lässt nicht locker. Gegen seinen Willen findet sich Frank in einer Auseinandersetzung mit jemandem wieder, den er nicht kennt. Der Streit eskaliert und Denise ist diejenige, die der Sache schließlich ein Ende setzt. 

## Rezeption

### Kritik
„Durch eine geschickte Montage, eine exzellente Kamera und das ausdrucksstarke Spiel der Darsteller erzählt die Filmstudentin Biene Pilavci in nur 9 Minuten eine überzeugende Geschichte, bei der sie keineswegs jede Frage beantworten will. Dank seines dynamischen Spannungsbogens liefert dieser Film nicht nur am Ende ein raffiniertes Spiel mit den Erwartungen des Zuschauers.“

### Festivalteilnahmen
- 2010 Max – Ophüls – Preis, Saarbrücken, Welturaufführung
- 2010 Filmfest Dresden
- 2010 Cinema Jove International Film Festival, Valencia
- 2010 Open Air Film Festival Weiterstadt
- 2010 Shortmoves – 10th International Film Festival, Halle
- 2010 Reykjavík International Film Festival

### Fernsehen
- arte
- SWR
- canal +

### Auszeichnungen
- 2010: Prädikat Besonders wertvoll von der Deutschen Film- und Medienbewertung (FBW)
- 2010 Saatchi & Saatchi, New Directors Showcase